# ГЕС Adamselv
ГЕС Adamselv — гідроелектростанція на півночі Норвегії за 115 км на південний схід від Гаммерфеста. Використовує ресурс зі сточища річок Attanjokha та Friarfjordelv, які впадають у затоки Лаксе-фіорду (Баренцове море).
У межах проекту вирішили організувати деривацію з озера Muorahisjávri (Krokvatna), де бере початок Attanjokha, до розташованого північніше Store Måsevatn, яке дренується через Friarfjordelv. Для цього від Muorahisjávri проклали канал довжиною 1,2 км до озера Gahpatjavri (Gabbatvatn), яке з'єднувалось короткою протокою з Sieidejarvi (Offervatn), звідки в свою чергу починалась протока до Store Masevatn. При цьому на виході з Muorahisjávri та Sieidejarvi звели греблі, котрі дозволили перетворити всі три озера у спільно регульовану водойму з припустимим коливанням рівня води між позначками 208/209,6 та 212,7/213 метрів НРМ (для окремих складових показники трохи відрізняються, відображаючи ухил у створеному водотоці від Muorahisjávri через Gahpatjavri до Sieidejarvi).
Головним сховищем проекту є Store Måsvatn, на виході з якого Friarfjordelv спорудили греблю висотою 27 метрів. Разом зі ще кількома допоміжними спорудами, котрі закрили сідловини на південно-західній, південній та східній стороні озера, вона утримує водойму з площею поверхні 13 км2 та можливим коливанням рівня поверхні в операційному режимі між позначками 175 та 207 метрів НРМ. Об'єм сховища при цьому становить 183 млн м3, а загальний об'єм всіх резервуарів дериваційної схеми — 398,7 млн м3.
З метою залучення в роботу станції додаткового ресурсу організували забір:
- у лівобережній частині сточища Attanjokha, для чого проклали тунелі між річками Vazzejohka і  Gaissavuolesjohka (нижче по течії зливаються та впадають у Attanjokha) та від Gaissavuolesjohka до озера Deardnojavri. Останнє природним шляхом дренувалось ще однією лівою притокою Attanjokha, котру за кілька кілометрів після виходу з Deardnojavri перекрили греблею. Створений нею підпір дозволив організувати передачу ресурсу через водорозділ до розташованого поблизу Muorahisjávri;
- у правобережній частині сточища Attanjokha з озера Lille Måsevatn (Uhca Sopmir), яке лежить майже впритул до головного сховища системи. В цьому випадку потрібно було спорудити насосну станцію, яка забезпечує підйом на 34 метри, та водовід довжиною 1,18 км.
Зі сховища Store Måsevatn ресурс подається на північний захід до розташованого за понад п'ять кілометрів машинного залу, облаштованого у прибережному гірському масиві між устями Attanjokha та Friarfjordelv. Тут у 1973 році запустили дві турбіни типу Френсіс потужністю по 25 МВт, які при напорі у 208 метрів забезпечують виробництво 199 млн кВт-год електроенергії на рік.
Відпрацьована вода по відвідному тунелю потрапляє у затоку Garnvika.
Видача продукції відбувається по ЛЕП, розрахованих на роботу під напругою 132 кВ та 66 кВ.